# Médaille de service opérationnel pour la Sierra Leone
La Médaille du service opérationnel pour la Sierra Leone est une médaille de campagne créée en 2000 par le ministère de la Défense du Royaume-Uni pour la participation à l'intervention militaire britannique pendant et après la Guerre civile sierraléonaise, de mai 2000 à juillet 2002.

## Médaille du service opérationnel

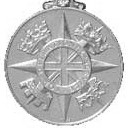
Revers de la médaille

La Médaille du service opérationnel a été créée en 1999 pour remplacer la Médaille du service général (1962) pour toutes les nouvelles opérations. Une médaille similaire est décernée pour chaque campagne, différenciée par un ruban. Elle a été décernée pour quatre campagnes:
- Afghanistan (à partir du 11 septembre 2001)
- Sierra Leone (mai 2000 - juillet 2002)
- République démocratique du Congo (juin - septembre 2003)
- Iraq et Syrie ( dates à confirmer ) [3]

À partir de 2008, le personnel militaire britannique pourrait recevoir la Médaille du service général (2008) pour sa participation à des opérations plus petites qui ne justifient pas l'attribution de la Médaille du service opérationnel.

## Médaille
La Médaille du service opérationnel pour la Sierra Leone est en argent et de forme circulaire. Elle montre l'effigie couronnée de la reine Elizabeth II avec l'inscription ELIZABETH II DEI GRATIA REGINA FID. DEF. Le revers porte le drapeau du Royaume-Uni, entouré de l'inscription FOR OPERATIONAL SERVICE et des quatre points cardinaux séparés par quatre couronnes: royale (en haut à gauche), rostrale (Royal Navy, en haut à droite), murale (British Army, en bas à gauche), et astrale (Royal Air Force, en bas à droite).

### Fermoir
Aucun fermoir n'a été émis. Une grande rosace en argent de type Médaille de l'Atlantique Sud est portée sur la médaille. Une rosace plus petite est portée sur la barre de ruban.

## Ruban
Le ruban se compose d'une large bande centrale rouge, flanquée de chaque côté d'une bande bleu marine et une bleu clair, pour représenter les trois armes, avec une bande extérieure verte pour refléter la jungle de la Sierra Leone.

## Critères de qualification
La durée du service pour recevoir la médaille dépend de la mission :
- 1 jour de service pour les opérations Barras ou Maidenley
- 14 jours de service continu ou cumulé pour l'opération Palliser
- 30 jours de service continu ou cumulé pour les opérations Basillica ou Silkman

Les dates précises de chaque opération varient, mais toutes se situaient entre le 5 mai 2000 et le 31 juillet 2002.